# Евгений III
Евгений III (на латински: Eugenius PP. III) е римски папа от 15 февруари 1145 г. до 8 юли 1153 г. Рожденото му име е Бернардо Паганели (на италиански: Bernardo dei Paganelli di Montemagno).
Папа Евгений е известен с това, че свиква Втория кръстоносен поход с булата Quantum praedecessores, като е подтикнат към това от настояванията на своя учител Бернар от Клерво. . На събора в Париж (1147) и Реймс (1148) осъжда учението на схоластика Жилбер Поретански; на Кремонския събор (1148) отлъчва от църквата Арнолд Брешански.